# 军庄镇
军庄镇，是中华人民共和国北京市门头沟区下辖的一个行政建制镇。

## 行政区划
军庄镇下辖以下地区：
杨坨社区、北四社区、军庄村、灰峪村、西杨坨村、东杨坨村、孟悟村、新村、东山村和香峪村。